# Colobanthus masonae
Colobanthus masonae är en nejlikväxtart som beskrevs av Lucy Beatrice Moore. Colobanthus masonae ingår i släktet Colobanthus, och familjen nejlikväxter. Inga underarter finns listade i Catalogue of Life.